# 김윤정 (배구 선수)
김윤정(1981년 12월 29일 ~)은 대한민국의 배구 선수이다.